# 藤澤翼
藤澤 翼（ふじさわ つばさ、1978年〈昭和53年〉7月24日 - ）は、日本のスタジアムDJ、ラジオパーソナリティ、ナレーター。 香川県丸亀市生まれ。

## 経歴
三木町で育ち、香川県立高松高等学校から香川大学に進学するが、塾講師に熱中して1年で中退。再受験で愛媛大学教育学部に入学する。愛媛大3年生時の2001年、愛媛FCのスタジアムDJにデビューする（2006年まで担当）。アナウンススクールや放送研究会などへの在籍経験はなく、エフエム愛媛DJでJFL・大塚FCヴォルティス徳島（徳島ヴォルティスの前身）のスタジアムDJ経験を持つ玉井智に教えを受けたという。4年生となった2002年にはFMラヂオバリバリにて「ふぢさわつばさ」名義でラジオパーソナリティを務める。
以後、愛媛朝日テレビでの全国高校野球選手権大会愛媛県大会のレポーター、中讃ケーブルビジョンでのCVC杯ミニバスケットボール大会実況や、なでしこリーグの岡山湯郷BelleのスタジアムDJ、V・プレミアリーグ女子の岡山シーガルズのアリーナMCを経験する。
2005年に発足した四国アイランドリーグplusでは初年度は徳島インディゴソックスと香川オリーブガイナーズのスタジアムDJを行い、翌2006年には全球団を担当した。2007年以降は香川にほぼ一本化していた。
2014年春からはプロ野球・福岡ソフトバンクホークスのスタジアムDJを「DJツバサ」名義で務めていた。2022年度シーズンをもってソフトバンクにスタジアムDJを退任したことが、翌年2月に発表された。
2024-25シーズンからはB.LEAGUE・横浜ビー・コルセアーズのアリーナMCを同じく「DJツバサ」名義で務める。

## 人物
- 趣味は競馬。血液型はA型。

## 出演番組
- JOY-U・CLUB（エフエム香川、2004年4月～2014年3月）
- Hello!My Town（エフエム香川）
- 局アナバトルROUND3（エフエム香川）